# Federación Anarquista Mexicana
La Federación Anarquista Mexicana (FAM), fue fundada en 1941 por la Federación Anarquista del Centro, la Federación Local de Grupos Libertarios del Distrito Federal, junto con otras organizaciones e individuos destacando por su experiencia los exiliados anarquistas ibéricos. Sus actividades aunque marginales en el ámbito popular su influencia abarcó el movimiento obrero campesino, pero donde más se destacó fue el campo editorial contando con varias publicaciones como Regeneración (1941-1983); Tierra y Libertad (1944-1984) y Solidaridad Obrera (1941-1962), el primer de estos periódicos fue un esfuerzo conjunto entre los anarquistas mexicanos y los ibéricos exiliados; el segundo, se mostró más como la voz de la CNT de España en el exilio en México; otras publicaciones importantes con cierto vínculo con la FAM fue CNT, de la mano de los anarco bolchevizados como Progreso Alfarache o García Oliver; Comunidad Ibérica de Fidel Miró.
La FAM pasó por varias etapas, las más interesantes en la segunda mitad del siglo XX fue su apoyo a la Revolución cubana y su posterior condena, cuando giro hacia el socialismo marxista, así como su papel en el movimiento estudiantil de 1968 y 1971; su acompañamiento e impulso de las preparatorias populares, la toma de tierras en la periferia del Distrito Federal y la creación de cooperativas.